# Handmade Cars
Handmade Cars war ein britischer Hersteller von Automobilen.

## Unternehmensgeschichte
Stuart Gross gründete 1986 das Unternehmen in Bushey in der Grafschaft Hertfordshire. Er begann mit der Produktion von Automobilen und Kits. Der Markenname lautete Allora. 1989 endete die Produktion. Insgesamt entstanden 13 Exemplare.
Litton Cars aus Skipton setzte die Produktion ab 1989 unter eigenem Markennamen fort.

## Fahrzeuge
Im Angebot stand nur ein Modell. Es war die Nachbildung eines Lancia Stratos. Die Basis bildete ein Fahrgestell vom Lancia Beta, das allerdings zu einem Semi-Monocoque verändert wurde. Auch die Radaufhängungen wurden stark geändert. Verschiedene Motoren von Alfa Romeo, Ferrari, Lancia, Renault, Rover und Vauxhall Motors standen zur Verfügung.
Ein Fahrzeug wurde 1986 auf der Essen Motor Show präsentiert. Motorsport-Center Mohr bot anschließend sowohl Bausätze als auch Komplettfahrzeuge in Deutschland an.